# Operazione Tannenberg
L'operazione Tannenberg (in tedesco Unternehmen Tannenberg) fu il nome in codice di una delle azioni di sterminio dirette contro il popolo polacco durante la seconda guerra mondiale, come parte del Generalplan Ost. 

## Storia
Il piano fu creato nel maggio del 1939. Seguendo gli ordini di Adolf Hitler, fu creata una speciale unità chiamata Tannenberg all'interno del Ministero della Sicurezza del Reich (Reichssicherheitshauptamt). Questa organizzazione comandava la Einsatzgruppen der Sicherheitspolizei und des SD formata da ufficiali della Gestapo, Kripo e SD che erano subordinati ai comandanti della Wehrmacht locale. Il loro compito era di arrestare tutte le persone il cui nome compariva sulle liste preparate prima dello scoppio della guerra.
Dapprima, nell'agosto 1939 furono arrestati e uccisi circa 2.000 attivisti delle organizzazioni della minoranza polacca in Germania. La seconda parte del piano iniziò il 1º settembre 1939 e finì nell'ottobre dello stesso anno, con almeno 20.000 morti in 760 esecuzioni di massa eseguite da unità speciali, le Einsatzgruppen, in aggiunta alle unità regolari della Wehrmacht. Oltre a queste, fu creata una speciale formazione della minoranza tedesca in Polonia, chiamata Selbstschutz, i cui membri furono responsabili di molti massacri. A causa di questa reputazione, la formazione fu sciolta dalle autorità naziste dopo la Campagna di Settembre.
Le liste di coscrizione (Sonderfahndungsbuch Polen) identificarono più di 61.000 attivisti polacchi, membri dell'intellighenzia, ex ufficiali che furono internati o uccisi. I membri della minoranza tedesca presente in Polonia contribuirono alla stesura della lista.